# 大野方栄
大野 方栄（おおの まさえ、1958年8月23日 - ）は、東京都出身の歌手。

## 概要
数百曲のCMソングを歌って「CMソングの女王」と言われた。代表作にはニッスイのちくわ、ムーニー（紙おむつ）、すかいらーく、伊勢丹テーマソングなど。ファーストアルバム『MASAE A LA MODE』のライナーノーツには、「800曲以上のCMソングを歌う」と記されている。またTVドラマ『おもいっきり探偵団 覇悪怒組』のオープニングテーマ、「摩天楼のヒーロー」などのテレビ主題歌のほか、ムーンライダーズやキミドリやSONS OF NICE YOUNG(クボタタケシ+カワナベヒロシ)など多くのバンドのバックコーラス、またナレーターとしても活躍。

## 略歴
会社経営者の娘として東京で生まれ育つ。日本女子大学附属豊明幼稚園から日本女子大学附属豊明小学校6年生までピアノのレッスンを受ける。日本女子大学附属高等学校2年生のとき、荒井由実のライブを聴きに行ったことがきっかけで、ユイ音楽工房クラウンレコード主催のシンガーソングライターコンテストに応募して入賞、歌手の道に進む。日本女子大学文学部国文科に入学してからも、学生生活と併行して音楽活動を続ける。
1983年8月24日にデビューアルバム『MASAE A LA MODE』をアルファレコードからリリース。当時同じくアルファレコードに所属していたカシオペアの参加も話題となった。同アルバムB面1曲目に収録されている「Eccentric Person,Come Back To Me」は、1983年4月から6月までTBS系列で放送されていたバラエティ番組、「TVジョーカーズ笑」のエンディングテーマとして使用され話題になる。その後、1983年7月28日放送「タモリのオールナイトニッポン」にゲスト出演し、同アルバムから「Eccentric Person,Come Back To Me」と「さよならの風景」の2曲をオンエア。同日のオンエアでは、アルバムのライナーノーツにて彼女を絶賛していた漫画家の赤塚不二夫も本人と共にゲスト出演している。アルバムライナーノーツ内では林真理子、大野雄二、土屋茶々丸（ニッポン放送制作部）、松下佳男（音楽誌『ADLIB』編集長)、内藤遊人（音楽誌『ジャズライフ』編集長）らも賞賛のコメントを寄せていた。
2012年9月12日にアルバムを2枚同時に発表した。29年ぶりのアルバムとなる。

## ディスコグラフィ

### ソロアルバム
- MASAE A LA MODE（1983年）オリジナル盤：アルファレコード ALR-28050
  - 復刻盤（2014年12月10日）
ブルースペックCD。数量限定でソニー・ミュージック系のレーベル「EDGE」から再リリース。当時の仕様をほぼ完全再現した紙ジャケット仕様。当時のレコーディングエピソードを満載したミニブックレットが付属。
  - 収録曲
    1. For Darling
作詞：ジョン・ヘンドリックス（英語版） 日本語詞：大野方栄 作曲：ジミー・ジュフリー
※ジャズ・スタンダード『フォア・ブラザーズ（英語版）』のマンハッタン・トランスファーによるバージョンを元にしたカヴァー。
    2. La Femme Fatale
作詞：ジャック・ドゥミ 日本語詞：大野方栄 作曲：ミシェル・ルグラン
※映画『シェルブールの雨傘』の作中曲『Récit de Cassard (Watch What Happens)』のカヴァー。
    3. Take Me
作詞：大野方栄 作曲：野呂一生
※カシオペアのアルバム『MINT JAMS』収録の同曲をヴォーカリーズにしたもの。
    4. ドーナッツショップのウェートレス
作詞：大野方栄 作曲：滝沢洋一
    5. さよならの風景
作詞：大野方栄 作曲：ロジャー・オデル、ビル・シャープ（英語版）
※シャカタクの『インヴィテイションズ（英語版）』のカヴァー。
    6. Eccentric Person, Come Back To Me
作詞：オスカー・ハマースタイン2世 日本語詞：大野方栄 作曲：シグマンド・ロンバーグ
※スタン・ゲッツの1952年ヴァーヴレーベル録音『恋人よ我に帰れ』に独自の歌詞をつけたヴォーカリーズ。1983年『TVジョーカーズ笑』のエンディングに採用。放送でのバックはカシオペア。
    7. 朝のスケッチ
作詞：大野方栄 作曲：野呂一生
※カシオペアのアルバム『PHOTOGRAPHS』収録曲『Long Term Memory』をヴォーカリーズにしたもの。
    8. Xmasの夏
作詞：大野方栄 作曲：滝沢洋一
    9. 個人教授
作詞：ニュウトン・メンドンサ 日本語詞：大野方栄 作曲：アントニオ・カルロス・ジョビン
※『デサフィナード』に独自の歌詞をつけたヴォーカリーズ。
    10. 人魚とサファイア
作詞：大野方栄 作曲：樋口康雄
※チャイコフスキー作曲のバレエ組曲『くるみ割り人形』第7曲「葦笛の踊り」および第8曲「花のワルツ」をモチーフにした楽曲。
- うるとら（2012年9月11日）
- First Class（2012年9月11日）
- 聚楽（2013年7月24日）
- Brasil（2014年4月9日）
- Pandora（2014年12月10日）
- SEVEN（2016年2月12日）：HOUEI MUSIC (HOUEI-007)
  - 収録曲
    1. そっけない人
    2. Mirabelle
    3. 哂う女
    4. すきすきだいすき
    5. 幼なじみ
    6. 冬の星座
    7. 仲間たちに乾杯
    8. Eccentric Person Come Back to Me
    9. そんな朝が来たら
    10. Doskoi
    11. 嘘は罪
    12. 花のうた
    13. みどりのゆび

- ちゃぱら（2017年4月15日）：HOUEI MUSIC (HOUEI-008)
  - 収録曲
    1. ダイアモンドの夢
    2. あらしのよるに
    3. 美しい女性
    4. Happy -go- round-journey
    5. やま
    6. 幸せのパリ
    7. SA・MI・DA・RE
    8. パラダイス
    9. 馬鹿になる私
    10. 摩天楼のヒロイン
    11. ふたりのハピネス
    12. Kiss
    13. 突然のプロポーズ
- 蓬莱（2022年6月２９日）：HOUEI MUSIC (HOUEI-009)
  - 収録曲
    1. 白銀
    2. 恋に落ちて
    3. そこだけ春が
    4. あなたの庭で
    5. 水の惑星
    6. カップル
    7. パノプティコン～鎖の跡～
    8. レクイエム
    9. ターミナル
    10. 輪廻の蒼玉
    11. 素敵なあなた

### テレビ番組提供曲
- やせろ! チャールス豚三世（1982年 『ひらけ!ポンキッキ』挿入歌）
作詞：高平哲郎 作曲・編曲：中村誠一
- 摩天楼のヒーロー（1987年 『おもいっきり探偵団 覇悪怒組』主題歌）
作詞：大野方栄 作曲・コーラスアレンジ：有澤孝紀 編曲：矢野立美